# カーネギー・ホール

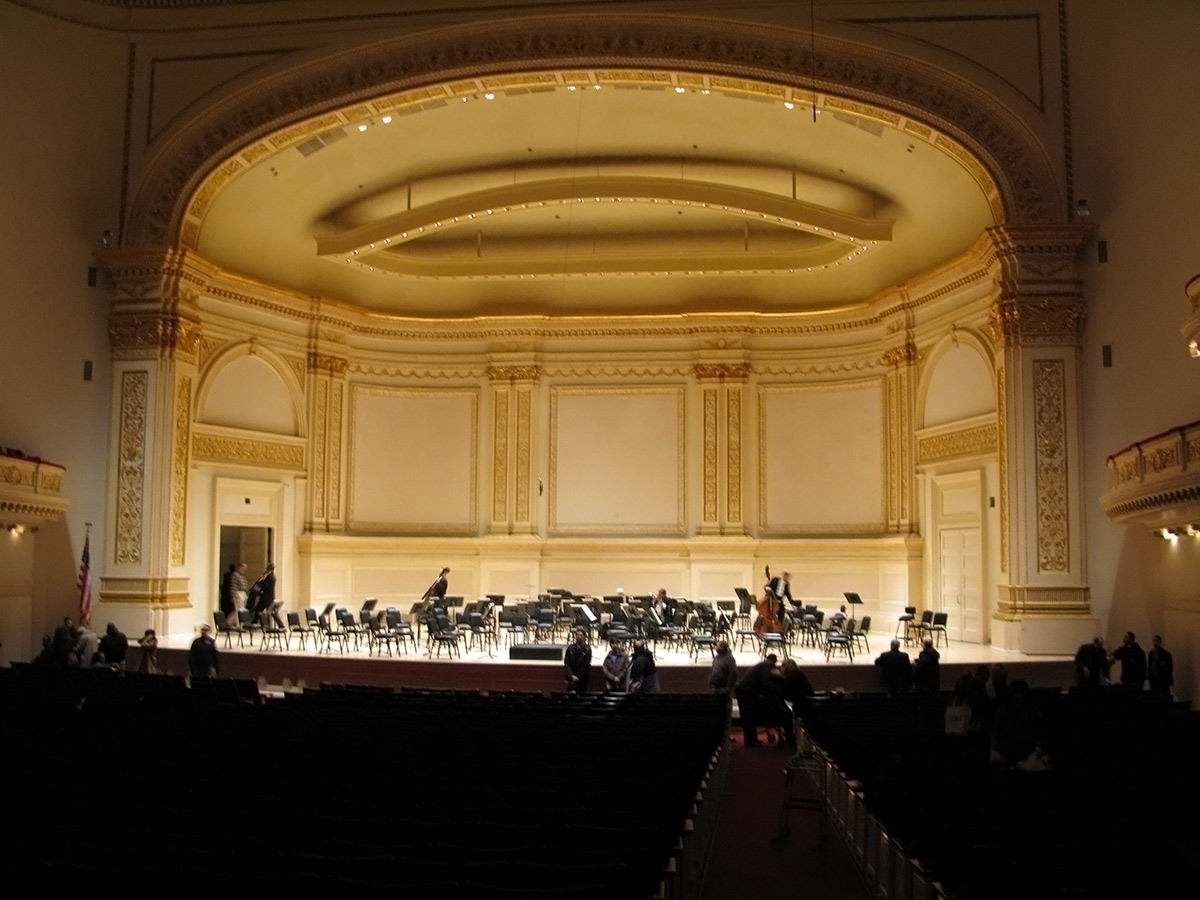
ホール内観

カーネギー・ホール (英: Carnegie Hall) は、アメリカ合衆国ニューヨーク市マンハッタン区ミッドタウンにあるコンサートホールである。鉄鋼王アンドリュー・カーネギーにより建てられた。1891年に創設されて以来、マンハッタンの7番街57丁目の一角を占めるミッドタウンのランドマークであり、古くからクラシック音楽、ポピュラー音楽などのコンサートが頻繁に開催される音楽の殿堂となっている。かつてはニューヨーク・フィルの本拠地であった。
カーネギー・ホールが主催する音楽プログラムやその他芸術事業も数多く、現在1シーズンあたりおよそ250公演のコンサートが催されている。その一方で、ニューヨーク・フィルがリンカーン・センター内のフィルハーモニック・ホール（当時）へと拠点を移した1961年以降、カーネギー・ホールはレジデンス・オーケストラをもっていない。
他にもカーネギーの名を冠するコンサートホールは、ウェストバージニア州ルイスバーグに所在するカーネギー・ホール（420席）、カーネギー博物館などの置かれるカーネギー・インスティテュートの中心地ペンシルベニア州ピッツバーグに所在するカーネギー音楽堂（1928席）、ピッツバーグ郊外のホームステッド・カーネギー図書館に併設されているカーネギー音楽ホール（1022席）、そしてアンドリュー・カーネギー生誕の地であるダンファームリンに所在するカーネギー・ホールなど、世界各地に存在する。

## 歴史
ウィリアム・タットヒルが設計を手がけ、鉄鋼王と呼ばれるアメリカの実業家・慈善家アンドリュー・カーネギーにより建てられた。1891年5月5日、指揮者のウォルター・ダムロッシュと作曲家のチャイコフスキーのコンサートによりこけら落としされた。（実際は5月5日の公式オープン前の4月より一般営業を始めていた。）1925年にアンドリュー・カーネギーの未亡人により不動産開発業者に売却され、一時は存続も危ぶまれたが、アイザック・スターン等の運動によりニューヨーク市が買い取り、現在は非営利のカーネギー・ホール・コーポレーション (Carnegie Hall Corporation) により運営されている。
初めてメインホールの舞台に立った日本人はアイ・ジョージ（1963年）、女性では朱里エイコ（1976年）である。
1964年2月、初のアメリカ公演を行ったビートルズがコンサートを行った。しかし、多すぎるファンのせいでステージの後ろまで客席を設ける事態になり、ジョン・レノンが後に不満を漏らした。このときの写真は現存するが、音声は管理者の反対があったため、残っていない。

## 建物構造

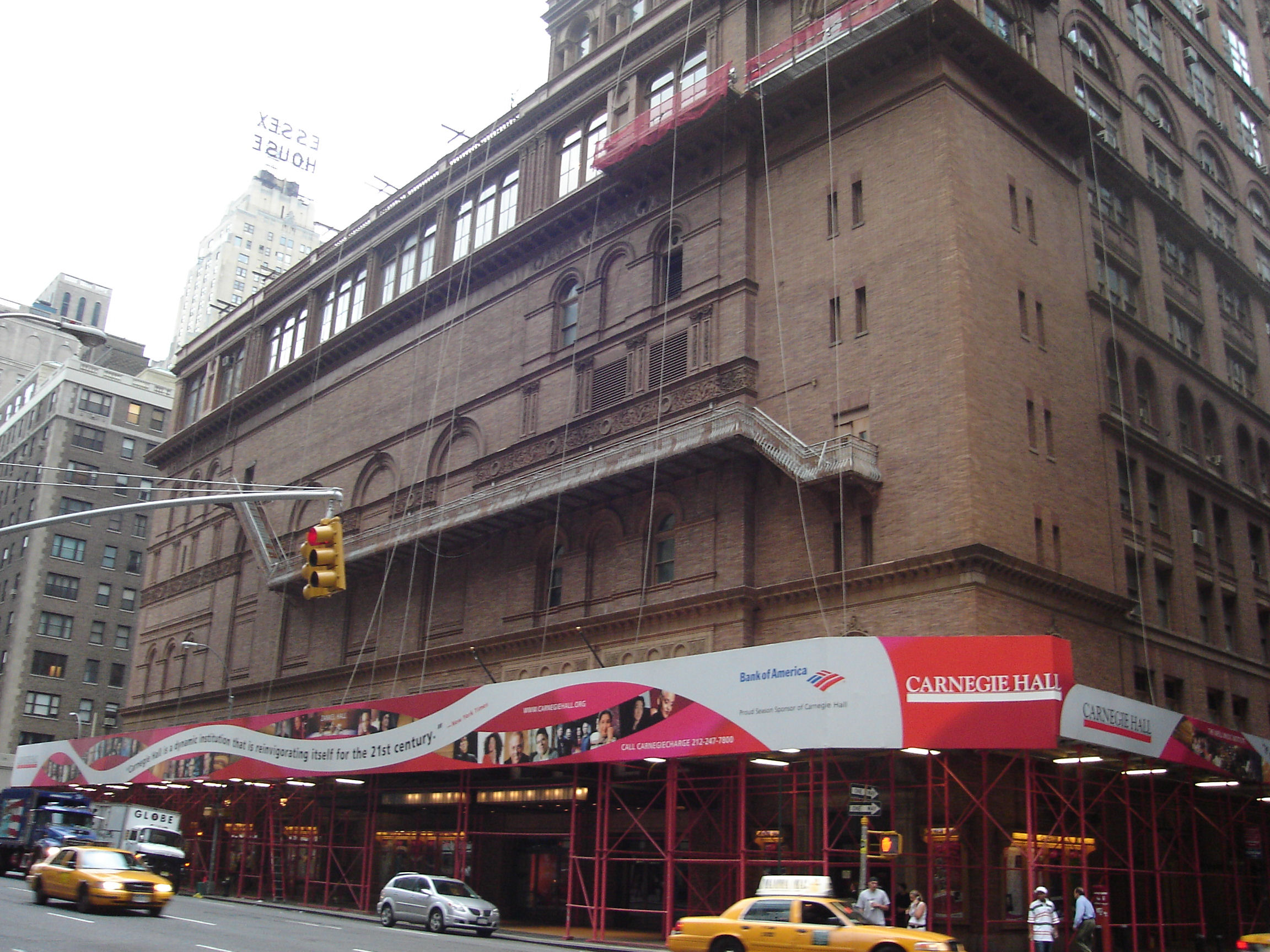
カーネギー・ホール

カーネギー・ホールは、大きく3つの部分から構成されている。メイン・ホール、リサイタル・ホール、室内楽ホールである。
メイン・ホールは2804席をもち、その優れた音響効果が高く評価されている。しかし、外部の自動車騒音が聞こえてしまう欠点もある。

## カーネギー・ホールでの世界初演
- 交響曲第9番 作品95 「新世界より」（アントニン・ドヴォルザーク作曲、1893年12月16日初演、アントン・ザイドル指揮／ニューヨーク・フィルハーモニック）
- 家庭交響曲（リヒャルト・シュトラウス作曲、1904年3月21日初演、作曲者自身の指揮／ウェッツラー交響楽団）
- ヘ調の協奏曲（ジョージ・ガーシュウィン作曲、1925年12月3日初演、ウォルター・ダムロッシュ指揮／作曲者自身のピアノ／ニューヨーク交響楽団
- パリのアメリカ人（ジョージ・ガーシュウィン作曲、1928年12月13日初演、ウォルター・ダムロッシュ指揮／ニューヨーク・フィルハーモニック
- コレルリの主題による変奏曲（セルゲイ・ラフマニノフ作曲、1931年11月7日初演、作曲者自身のピアノ独奏
- 密度21.5（エドガー・ヴァレーズ作曲、1936年2月16日初演、ジョルジュ・バレールのフルート独奏
- コントラスツ（ベラ・バルトーク作曲、1939年1月9日初演、ベニー・グッドマンのクラリネット、ヨゼフ・シゲティのヴァイオリン、エンドレ・ペトリのピアノによる三重奏
- 室内交響曲第2番 作品38（アルノルト・シェーンベルク作曲、1940年12月15日初演、フリッツ・シュティードリー指揮／フレンズ・オブ・ニュー・ミュージック管弦楽団
- New World A-Comin'（デューク・エリントン作曲、1943年12月11日初演、作曲者自身とデューク・エリントン楽団
- ウェーバーの主題による交響的変容（パウル・ヒンデミット作曲、1944年1月20日初演、アルトゥール・ロジンスキ指揮／ニューヨーク・フィルハーモニック
- 語りとピアノの五重奏のためのナポレオン・ボナパルトへの頌歌 作品41（アルノルト・シェーンベルク作曲、1944年11月23日初演、アルトゥール・ロジンスキ指揮／ニューヨーク・フィルハーモニック
- 3楽章の交響曲（イーゴリ・ストラヴィンスキー作曲、1946年1月24日初演、作曲者自身の指揮／ニューヨーク・フィルハーモニック
- エボニー協奏曲（イーゴリ・ストラヴィンスキー作曲、1946年3月25日初演、ワルター・ヘンドル指揮／ウディ・ハーマン楽団
- 交響曲第3番「キャンプの集い」（チャールズ・アイヴズ作曲、1946年4月5日初演、ルー・ハリソン指揮／ニューヨーク・シンフォニエッタ、室内楽ホールにて
- 聖体秘蹟への賛歌（オリヴィエ・メシアン作曲、1947年3月13日初演、レオポルド・ストコフスキー指揮／ニューヨーク・フィルハーモニック

## 道案内にまつわる伝説
カーネギー・ホールの敷地は、7番街、57丁目に面している。古くからある冗談として、次のようなものがある。
ピアニストのルービンシュタインがある時、この近所で
と尋ねられた際に、こう答えたという。
2000年代のカーネギーホールのアクセス案内ページには、この冗談を踏まえた文章が書かれていた。